# Paenalcaligenes niemegkensis
Paenalcaligenes niemegkensis es una  especie de bacteria gramnegativa del género Paenalcaligenes. Fue descrita en el año 2022. Su etimología hace referencia a la ciudad de Niemegk, Alemania. Es aerobia y móvil. Tiene un tamaño de 0,6-0,8 μm de ancho por 1-2 μm de largo. Forma colonias de color beige y lisas en agar LB tras 2 días de incubación. Temperatura de crecimiento entre 6-37 °C, óptima de 28 °C. Catalasa y oxidasa positivas. Tiene un genoma de 3,66 Mpb y un contenido de G+C de 52,1%. Se ha aislado de suelos contaminados de plástico en la ciudad de Niemegk, Alemania.